# درياد
حورية الغابات أو درياد ( /ˈdraɪ.æd/ ؛ (باليونانية: Δρυάδες)‏ ، يغني .: Δρυάς ) هي روح شجرة في الأساطير اليونانية . Drys (δρῦς) تعني " بلوط " في اليونانية. اعتبرت دريادس في الأصل ارواح أشجار البلوط على وجه التحديد ، لكن المصطلح تطور نحو ارواح الأشجار بشكل عام ،  أو هجينة الأشجار البشرية في الخيال . غالبًا ما كانت قوة حياتهم مرتبطة بالشجرة التي أقاموا فيها وكانوا عادت موجودين في بساتين الآلهة المقدسة. كانوا يعتبرون مخلوقات خجوله للغايه باستثناء حول الإلهة أرتميس ، التي كانت معروفة بأنها صديقة لمعظم الارواح

## أنواع

### دافني
كانت هذه حوريات من أشجار الغار.

### Epimeriids
كان الملايادون أو الملياديس أو الإبيمليدس عباره عن حوريات التفاح وأشجار الفاكهة الأخرى وحماة الأغنام. وتعني الكلمة اليونانية "ميلاس" ، التي اشتق اسمها منها ، تفاحًا وغنمًا. هيسبيريدس ، حراس التفاح الذهبي كانوا يعتبرون هذا النوع من الدرياد.

### حمدرياد
دريادس ، مثل جميع الارواح ، كانت طويلة العمر بشكل خارق للطبيعة ومرتبطة بمنازلها ، لكن بعضها كان خطوة أبعد من معظم الارواح. هؤلاء هم الحمدرية الذين كانوا جزءًا لا يتجزأ من أشجارهم ، بحيث إذا ماتت الشجرة مات الحمدرية المرتبطة بها أيضًا. لهذه الأسباب ، عاقبت الآلهة اليونانية والدرياد أي شخص يضر بالأشجار دون أن يرضي حوريات الأشجار أولاً. (مرتبط بأشجار البلوط)

### ميليا
كانت تسمى دريادس شجرة الرماد ميليا . قامت الأخوات ميليا برعاية الطفل زيوس في كهف ريا الكريتي . أنجبت Gaea ميليا بعد أن خصبت بدم أورانوس المخصي. ارتبطت Caryatids بأشجار الجوز.

## الأسماء
بعض الجرافات الفردية أو الحمدرية هي:
- اتلانتيا وفويبي ، اثنتان من زوجات أو محظيات داناوس العديدة [4]
- Chrysopeleia [5]
- درايوب [6]
- إيراتو [7]
- يوريديس
- تيثوريا [8]

## في الثقافة الشعبية
- سرج درياد ( Cerioporus squamosus ) هو فطر موجود في أمريكا الشمالية وأستراليا وآسيا وأوروبا على الأشجار الميتة وجذوع الأشجار والجذوع ، وقد سمي بهذا الاسم لأن دريادس يمكن أن تستخدمه كمقعد.[9]
- في الكلاسيكيات الغربية مثل Milton's Paradise Lost ، تم ذكر Dryads كوسيلة للتعبير عن النعمة والأناقة.[10]
- يخاطب كيتس العندليب بأنه "درياد الشجر الخفيف الجناحين" في " قصيدة لعندليب ".
- في شعر دونالد ديفيدسون ، يوضحون موضوعات التقاليد وأهمية الماضي حتى الحاضر.[11]
- تستخدمها الشاعرة سيلفيا بلاث لترمز إلى الطبيعة في شعرها في " حول صعوبة استحضار درياد " و " في وفرة من درياد ".[12]
- قصة " عزيزي درياد " (1924) من تأليف أوليفر أونيونز تتميز بجراب أثر على العديد من الأزواج الرومانسيين عبر التاريخ.
- في فيلم The Magicians Trilogy للمخرج ليف غروسمان ، أصبحت الشخصية جوليا جافة بعد إزالة ظلها أثناء اغتصابها على يد رينارد الثعلب . يتسارع تحولها عندما تزور فيلوري بصحبة مديري الرواية الآخرين ، ويكتمل عندما تزور هي وكوينتين كولدووتر عالم فيلوري السفلي.[13]
- غالبًا ما تتميز الروايات الخيالية لتوماس بورنيت سوان بالحفر الجاف ، جنبًا إلى جنب مع المخلوقات الأسطورية الأخرى ، والتي عادة ما تكون مهددة بظهور حضارات أكثر "تقدمًا". تدور أحداث قصة سوان " The Dryad-tree " في ولاية فلوريدا المعاصرة وتتميز برد فعل المرأة على معرفة أن حديقة زوجها الجديد تحتوي على شجرة يمتلكها درياد غيور. تم تعديل القصة كفيلم قصير عام 2017.[14]
- سميت بحيرة درياد في القارة القطبية الجنوبية على اسم الحوريات.[15]

## روابط خارجية
- رابط الأساطير اليونانية: الحوريات.
- هانز كريستيان أندرسن ، "درياد" ، 1868 (نص إلكتروني)
- أندرسن ، HC ؛ كريجي (ترجمة. ) " The Dryad " حكايات خرافية وقصص أخرى لندن ؛ تورنتو: مطبعة جامعة أكسفورد. 1914
- تيم هوك ، "The Dryad" ، 2002 (نص إلكتروني ؛ لغة قوية)